# NN-181
La carretera NN-181 es una vía departamental secundaria ubicada en el departamento de Boaco. Conecta la comunidad de El Portillo con la localidad de Santa Inés, atravesando zonas rurales del municipio de Boaco.

## Trazado y cruces
A continuación se detallan las localidades y cruces más relevantes de esta ruta:
| km | Localidad   | Departamento | Conexión / Ruta   |
| -- | ----------- | ------------ | ----------------- |
| 0  | El Portillo | Boaco        | Inicio de la ruta |
|    | Santa Inés  | Boaco        | Fin de la ruta    |